# Средние десантные корабли проектов 770, 771 и 773
Средние десантные корабли проекта 770 (771,773) (по кодификации НАТО — Polnocny) — серия специализированных десантных кораблей, построенная в 1960-х — 1970-х гг. для СССР на Северной верфи в Гданьске (Польша). До 1963 года классифицировались как танкодесантные корабли.
Относятся к кораблям 3-го ранга.

## История разработки и строительства
Модификациями проекта 770 были проекты 771 и 773. Всего с 1964 по 1986 год было построено 107 кораблей данного типа и их модификаций. Средние десантные корабли этих проектов входили в состав не только советского ВМФ, но и ВМС Польши, Вьетнама, Египта, Алжира, Ливии, Йемена, Эфиопии, Кубы, Сирии, Болгарии и Индии. Последний корабль данного типа был построен в 2002 году по модифицированному проекту (тип NS-722) для Йемена.
Корабли этого проекта заслужили весьма высокую оценку в тех странах, где они эксплуатировались. К достоинствам этих десантных кораблей относят конструктивную простоту, малую стоимость и экономичность в эксплуатации, рациональные принципы размещения десанта, небольшой состав экипажа, наличие в составе вооружения реактивных систем залпового огня.

## Вооружение
Применявшаяся на этих кораблях система залпового огня, состоящая из двух пусковых установок WM-18 (аналог советской БМ-14) польского производства с неуправляемыми реактивными снарядами типа М-14-ОФ, обладала следующими характеристиками:
- Калибр: 140 мм
- Количество направляющих: 18
- Дальность стрельбы:
  - минимальная: 1000 м
  - максимальная: 9800 м
- Тип БЧ НУРС: осколочно-фугасная
- Масса:
  - БЧ: 18,8 кг
  - ВВ: 4,2 кг
- Скорость полёта ракеты: 400 м/с

Защита от надводного и воздушного противника обеспечивалась 30-мм автоматической артиллерийской установкой АК-230, в дополнение к которой на корабле имелись ПЗРК «Стрела».

## Десантные возможности
Десантные корабли способны перевозить 5 единиц бронетехники массой до 35 тонн (танки Т-54А, Т-34-85, ПТ-76, ЗСУ-57-2, БТР-60П) или 4 тяжелых танка ИС-2, или 3 буксируемые артиллерийские системы калибра 122—152 мм и 3 тягача АТС-1, или 9 грузовых автомашин ЗИС-151, или 19 легковых автомашин ГАЗ-69.

## Представители проекта
| Название | Проект | Бортовой № | Изготовитель        | Заводской № | Дата закладки | Спуск на воду | Ввод в строй | Флот                       | Состояние | Примечание                        |
| -------- | ------ | ---------- | ------------------- | ----------- | ------------- | ------------- | ------------ | -------------------------- | --- | --------------------------------- |
| СДК-22   | 770Д   |            | «Stocznia Północna» | № 770D/1    | 15.07.1961    | 22.09.1962    | 31.12.1962   | Северный флот ВМФ СССР     | Списан 19.04.1990 | До 1963 — ТДК-22                  |
| СДК-20   | 770Д   |            | «Stocznia Północna» | № 770D/2    | 15.07.1961    | 16.03.1963    | 30.09.1963   | Балтийский флот ВМФ СССР   | 30.10.1984 переоборудовано в опытовое судно (ОС-90) проекта 10030 «Форос» на «Севморзаводе» для испытаний комплекса лазерного оружия «Аквилон». Вооружение демонтировано. | До 1963 — ТДК-20. С 1984 — ОС-90  |
| СДК-21   | 770Д   |            | «Stocznia Północna» | № 770D/3    | 15.07.1961    | 27.04.1963    | 23.10.1963   | Балтийский флот ВМФ СССР   | Списан 19.03.1992 | До 1963 — ТДК-21. С 1992 — МДК-21 |
| СДК-2    | 770Д   |            | «Stocznia Północna» | № 770D/4    | 02.01.1962    | 12.06.1963    | 30.11.1963   | Балтийский флот ВМФ СССР   | Списан 30.06.1993 | До 1963 — ТДК-2. С 1992 — МДК-2   |
| СДК-4    | 770Д   |            | «Stocznia Północna» | № 770D/8    | 20.03.1962    | 31.12.1963    | 18.04.1964   | Черноморский флот ВМФ СССР | Списан 05.07.1994 | До 1963 — ТДК-4. С 1992 — МДК-4   |
| СДК-10   | 770Д   |            | «Stocznia Północna» | № 770D/9    | 16.04.1963    | 14.03.1964    | 15.06.1964   | Балтийский флот ВМФ СССР   | Списан в 1994 году | С 1992 — МДК-10                   |

## Количество построенных кораблей
Всего был построено 107 кораблей нескольких серий. По модификациям: 15 (770D), 4 (770M), 23 (770MA), 4 (770T), 19 (771), 17 (771A), 24 (773), 1 (776).

### В составе флотов
- СССР: 68
- Польша: 23
- Индия: 8
- Ирак: 4
- Ливия: 4

### Переданы
Из ВМФ СССР:
- Азербайджан: 4
- Вьетнам: 3
- Ангола: 3
- Йемен: 3
- Сирия: 3
- Египет: 3
- Индия: 2
- Куба: 2
- Эфиопия: 2 (СДК-110 / LTC 1038; СДК-109 / LTC 1037)
- Болгария: 2
- Алжир: один
- Индонезия: один
- Сомали: один
- Украина: один (СДК-137 / «Кировоград» / «Юрий Олефиренко»)

Из ВМС Ирака:
- Иран: один